# 坪林 (新竹縣)
坪林，是臺灣新竹縣關西鎮的一個傳統地域名稱，位於該鎮中西部。相較於今日行政區，其範圍大致為上林里西北部。

## 歷史
台灣清治末期至日治初期，坪林地區為一街庄，稱為「坪林庄」，隸屬於竹北二堡。該庄北及東隔鳳山溪與石崗仔庄、水坑庄、茅仔埔庄為界，東邊及東南邊以鳳山溪支流上橫坑溪及丘陵地與上南片庄、上橫坑庄為界，西南邊及西邊以丘陵地及鳳山溪另一支流下橫坑溪與下橫坑庄、下南片庄為界。
1901年（日治明治三十四年）11月，全台廢縣廳改設二十廳，該庄隸屬於新竹廳。1909年（明治四十二年）10月，合併二十廳為十二廳，該庄隸屬不變。1920年（大正九年），廢十二廳改設五州二廳，該庄改制為「坪林」大字，隸屬於新竹州中壢郡關西庄，大字下有「南片」、「渡船頭」小字名。1941年，關西庄升格為關西街。
戰後關西街改制為關西鎮，隸屬於新竹縣，大字亦改制為里。1950年桃、竹、苗分治，關西鎮隸屬不變。

## 交通
國道3號又稱「福爾摩沙高速公路」，是貫穿台灣西部的兩條縱向高速公路之一，大致以東北－西南走向蜿蜒經過坪林地區中部。境內未設交流道，東北側最近的是位於店子岡連通縣道118號的關西交流道，西南側最近的是位於柯子林縣道120號交會口的竹林交流道，由此等進入可快速前往台灣西部各地。
鄉道竹16線是土地公埔至關西的道路，也是鳯山溪中游地區南岸的主要連絡道路，大致以西北西—東南東走向經過坪林地區中部，向西可前往下南片、內立並止於犂頭山地區土地公埔附近的縣道118號路口，向東可前經上南片過鳳山溪橋可前往關西市區並止於關西國小附近。
鄉道竹16-1線（東坑道路）是坪林至東坑的道路，其北側端點位於本地區中部坪林國小前的鄉道竹16線路口，向東南可前往上橫坑地區中部偏東北的東坑。
鄉道竹21線是石岡子至芎林的道路，大致以北北西—南南東走向轉縱向蜿蜒經過本地區西部，向北可前往石岡子並止於縣道118號路口，向南可前往下南坑、水坑、芎林市區並止於縣道123號路口。